# Kovačevac (Rovišće)
Kovačevac is een plaats in de gemeente Rovišće in de Kroatische provincie Bjelovar-Bilogora. De plaats telt 218 inwoners (2001).